# Всенаправленный азимутальный радиомаяк

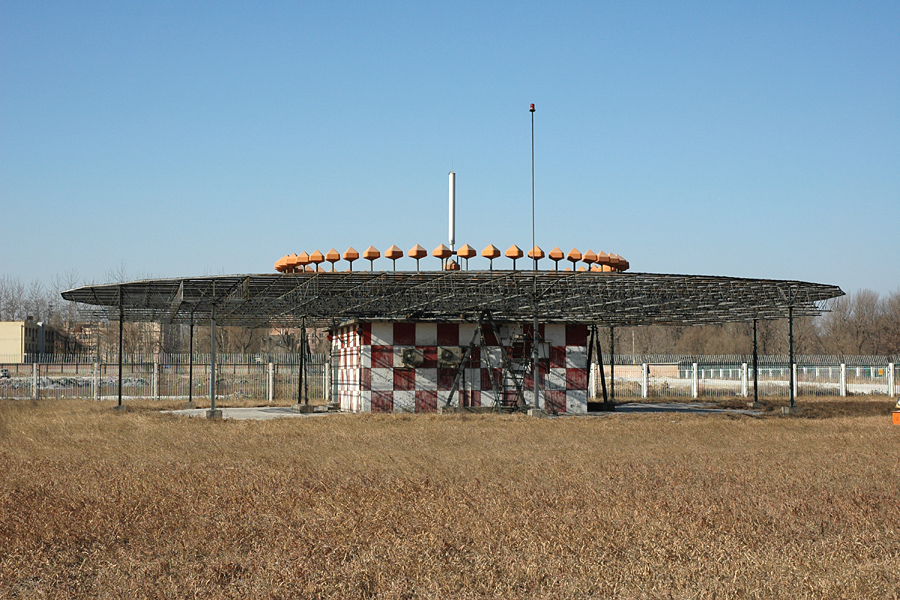
Доплеровский VOR, совмещенный с дальномерным оборудованием DME

Всенаправленный азимутальный радиомаяк, или РМА (англ. VHF omnidirectional radio range, VOR), — вид радионавигационной системы, предназначенной для определения положения воздушного судна. Станция VOR передаёт в эфир позывные станции (азбукой Морзе и, иногда, голосом) и информацию, которая позволяет радионавигационным системам на борту определить магнитный пеленг самолёта, то есть угол между опорным северным направлением и направлением на воздушное судно относительно станции. Данные с двух станций VOR или сочетание информации VOR с данными DME (дальность положения станции) позволяет однозначно определить положение самолёта.

## История
Система развивалась на основе более ранней концепции VAR (visual-aural range) для предоставления информации об угловом положении воздушного судна относительно выбранной пилотом станции. Ранние модели с вращающимися антеннами получили распространение в 1950-х годах, но были заменены на постоянно передающие системы в 1960-х. Некоторые ранние станции до сих пор находятся в эксплуатации в качестве отдельных приводных радиостанций (ОПРС).

## Принципы
VOR кодирует азимут (направление на станцию) как фазовое соотношение между опорным сигналом и переменным сигналом. Один из этих сигналов модулирован по амплитуде, а другой — по частоте. На обычных VOR (CVOR) опорный сигнал с разницей 30 Гц модулируется по частоте (FM) на поднесущей 9960 Гц. На этих VOR амплитудная модуляция достигается вращением слегка направленной антенны точно в фазе с опорным сигналом со скоростью 30 изменений в секунду. Современные установки — это доплеровские VOR (DVOR), которые используют круговую решетку обычно из 48 всенаправленных антенн и не имеют подвижных частей. Активная антенна перемещается по круговой решетке электронным способом для создания эффекта Доплера, что приводит к частотной модуляции. Амплитудная модуляция создается путем уменьшения мощности передачи антенн, например, в северном положении, в отличие от южного положения. Таким образом, в этом типе VOR меняются роли амплитудной и частотной модуляции. Декодирование в принимающем самолете происходит одинаково для обоих типов VOR: детектируются компоненты AM и FM по 30 Гц, а затем сравниваются для определения фазового угла между ними.

## Применение
Главным преимуществом VOR является возможность надежного информирования экипажа об азимутальном положении воздушного судна относительно радиостанции, которое может с легкостью поддерживаться пилотом. На этой системе основаны многие воздушные трассы. Самолёт может следовать курсом от одной станции VOR к другой, переключая приемник на соответствующие частоты. При этом обеспечивается точное соблюдение курса воздушного судна без учёта поправки на снос боковым ветром.
Система VOR обеспечивает значительное преимущество в точности навигации по сравнению с ОПРС благодаря своим особенностям, снижая влияние особенностей рельефа местности и метеорологических явлений. Однако установка и поддержание в рабочем состоянии станции VOR требует бо́льших материальных затрат.